# Luann Ryon
Luann Ryon, född den 13 januari 1953, död 30 december 2022, var en amerikansk idrottare som tog guld i bågskytte vid olympiska sommarspelen 1976.